# Love Me Land
Love Me Land är en låt av svenska sångerskan Zara Larsson. Den släpptes genom TEN Music Group och Epic Records den 10 juli 2020 som den andra singeln från hennes tredje studioalbum Poster Girl. Den skrevs av Larsson självs tillsammans med Julia Michaels, Justin Tranter och Jason Gill, som också producerade låten.

## Låtlista
| 1. | Love Me Land | Gill | 2:40 |

| 1. | Love Me Land (Secondcity Remix) | 3:47 |